# Комітет Верховної Ради України з питань фінансів, податкової та митної політики
Комітет Верховної Ради України з питань фінансів, податкової та митної політики — утворений 29 серпня 2019 у Верховній Раді України IX скликання. У складі комітету 32 депутатів, голова Комітету — Гетманцев Данило Олександрович.

## Склад
У складі комітету:
1. Гетманцев Данило Олександрович — голова Комітету
2. Железняк Ярослав Іванович — перший заступник голови Комітету
3. Холодов Андрій Іванович — заступник голови Комітету
4. Абрамович Ігор Олександрович — заступник голови Комітету
5. Ковальчук Олександр Володимирович — заступник голови Комітету
6. Дубінський Олександр Анатолійович — заступник голови Комітету
7. Палиця Ігор Петрович — секретар Комітету
8. Аллахвердієва Ірина Валеріївна — член Комітету, голова підкомітету з питань тарифного та нетарифного регулювання
9. Бєлькова Ольга Валентинівна — член Комітету, голова підкомітету з питань банківської діяльності, монетарної стабільності, взаємодії з Національним банком України та захисту прав споживачів фінансових послуг
10. Василевська-Смаглюк Ольга Михайлівна — член Комітету, голова підкомітету з питань функціонування платіжних і інформаційних систем та запобігання легалізації (відмиванню) доходів, одержаних злочинним шляхом
11. Васильченко Галина Іванівна — член Комітету
12. Володіна Дар'я Артемівна — член Комітету, голова підкомітету з питань правового забезпечення діяльності податкових органів
13. Воронько Олег Євгенійович — член Комітету
14. Герега Олександр Володимирович — член Комітету, голова підкомітету з питань загального податкового адміністрування та оподаткування податком на прибуток підприємств, бухгалтерського обліку і аудиту
15. Горват Роберт Іванович — член Комітету, голова підкомітету з питань правового забезпечення діяльності митних органів
16. Діденко Юлія Олександрівна — член Комітету, голова підкомітету з питань оподаткування доходів фізичних осіб, єдиного соціального внеску на загальнообов'язкове державне соціальне страхування та інших нарахувань на фонд оплати праці
17. Заблоцький Мар'ян Богданович — член Комітету, голова підкомітету з питань місцевих податків і зборів
18. Іванчук Андрій Володимирович — член Комітету (з 2 червня 2020)
19. Кінзбурська Вікторія Олександрівна — член Комітету
20. Ковальов Олексій Іванович — член Комітету, голова підкомітету з питань акцизного податку та законодавчого регулювання ринку спирту, алкоголю і тютюну
21. Козак Тарас Романович — член Комітету
22. Колісник Анна Сергіївна — член Комітету
23. Кулініч Олег Іванович — член Комітету
24. Леонов Олексій Олександрович — член Комітету, голова підкомітету з питань оподаткування податком на додану вартість
25. Ляшенко Анастасія Олексіївна — член Комітету
26. Марусяк Олег Романович — член Комітету, голова підкомітету з питань організації та оподаткування грального бізнесу
27. Мотовиловець Андрій Вікторович — член Комітету (з 2 червня 2020)
28. Ніколаєнко Андрій Іванович — член Комітету, голова підкомітету з питань ринку капіталів, інших регульованих ринків, цінних паперів та похідних фінансових інструментів (деривативи)
29. Петруняк Євген Васильович — член Комітету
30. Рєпіна Елла Анатоліївна — член Комітету, голова підкомітету з питань функціонування небанківських фінансових установ та страхової діяльності
31. Сова Олександр Георгійович — член Комітету, голова підкомітету з питань митної справи
32. Солод Юрій Васильович — член Комітету
33. Устенко Олексій Олегович — член Комітету, голова підкомітету з питань рентних платежів, екологічного податку та оподаткування АПК
34. Южаніна Ніна Петрівна — член Комітету

## Предмет відання
Предметом відання Комітету є:
- грошово-кредитна політика;
- банки та банківська діяльність;
- валютне регулювання та валютний нагляд;
- ринок капіталів та інші регульовані ринки;
- цінні папери, похідні фінансові інструменти (деривативи);
- діяльність небанківських фінансових установ;
- страхова діяльність;
- функціонування фінансових ринків та запобігання легалізації (відмиванню) доходів, одержаних злочинним шляхом;
- функціонування платіжних систем;
- захист прав споживачів фінансових послуг та гарантування вкладів фізичних осіб;
- система оподаткування, загальнодержавні податки і збори (мита, плата, інші обов’язкові платежі), місцеві податки та збори, парафіскалітети, інші доходи бюджетів неподаткового характеру, єдиний соціальний внесок на загальнообов’язкове державне соціальне страхування, а також інші нарахування на фонд оплати праці;
- організація та діяльність податкових органів;
- податкові пільги;
- правове регулювання податкового контролю;
- податковий борг та/або податкові зобов’язання;
- митна справа та митний тариф;
- діяльність митних органів;
- законодавче регулювання ринку спирту, алкоголю і тютюну;
- діяльність із випуску та проведення лотерей, оподаткування суб’єктів такої діяльності, гральний бізнес;
- бухгалтерський облік та звітність, аудиторська діяльність.